# Лисенчук, Геннадий Анатольевич
Геннадий Анатольевич Лисенчук (18 декабря 1947, Жердевка, Тамбовская область, РСФСР, СССР) — советский футболист, вратарь, украинский футбольный и мини-футбольный тренер. вратарь. Мастер спорта СССР (1979). Заведующий кафедрой футбола НУФВСУ, доктор наук по физическому воспитанию и спорту, член-корреспондент Украинской академии наук. Заслуженный тренер Украины, Заслуженный работник физической культуры и спорта Украины, Отличник образования Украины.
Бывший главный тренер первой и молодёжной сборных команд Украины по мини-футболу. Президент Ассоциации мини-футбола Украины. Отец футбольного арбитра Сергея Лисенчука.

## Биография

### Образование
Окончил 8-летнюю школу и техникум сахарной промышленности.
Окончил общетехнический факультет Луганского машиностроительного института (1973) по специальности «инженер-механик», Симферопольский государственный университет (1979), факультет физического воспитания по специальности «тренер-преподаватель по футболу», Высшую школу тренеров в Москве (1982-84), аспирантуру Центрального института физической культуры в Москве (1989).

### Игровая карьера
Начинал играть в родной Жердевке за команду школы, позднее — за команду местного сахарного завода. В 20-летнем возрасте в Полтаве, где Лисенчук гостил у сестры, его заметил тренер местного «Колоса» Владимир Аксёнов.
Играл голкипером в командах «Сельстрой» (Полтава), «Днепр» (Кременчуг), «Шахтер» (Кадиевка), «Заря» (Ворошиловград), «Таврия» (Симферополь). В «Крыльях Советов» (Куйбышев) был капитаном и одним из лидеров куйбышевской команды, вратарю предлагали перейти в московский «Спартак». В конце карьеры выступал за «Металлург» (Запорожье) и «Колос» (Никополь).
Бронзовый призёр VII Спартакиады народов СССР 1979 года в составе сборной РСФСР, за что получил звание «мастер спорта СССР по футболу».

### Тренерская и научная деятельность
Тренировал футбольные команды «Колос» (Никополь), «Судостроитель» (Николаев), «Ворскла» (Полтава), «Кривбасс» (Кривой Рог).
В 1991—1992 гг. работал ведущим специалистом отдела спортивных игр Министерства Украины по делам молодёжи и спорта. С 1993 года — президент Ассоциации мини-футбола Украины. С 1996 года — член технического комитета международной студенческой спортивной федерации (FISU).
С 1992 года — заведующий кафедрой футбола НУФВСУ (Национального университета физического воспитания и спорта). Член Научного совета НУФВСУ, профессор, доктор наук по физическому воспитанию и спорту, Заслуженный тренер Украины, Заслуженный работник физической культуры и спорта Украины, Отличник образования Украины.
С 1994 по 2012 года (18 лет) работал главным тренером мини-футбольных сборных Украины. Среди самых знаковых достижений сборных Украины под руководством Геннадия Лисенчука:
- 3-е место на молодёжном чемпионате мира (1996)
- 4-е место на чемпионате мира (1996)
- 1-е место на молодёжном чемпионате мира (1998)
- 2-е место на чемпионате Европы (2001)
- 2-е место на чемпионате Европы (2003)
- 1-е место на молодёжном чемпионате мира (2004)
- 4-е место на чемпионате Европы (2005)
- 3-е место на молодёжном чемпионате мира (2006)

## Награды
- Орден «За заслуги» ІІ степени[3]
- орден «Знак Почёта»
- почетный знак Федерации футбола Украины «За особый вклад в развитие украинского футбола»